# Xandros
Xandros系统是GNU/Linux操作系统的一种发行版本，由Xandros公司发行，采用的是商业发行模式。Xandros这个名称由Xandros系统采用的X Window系统，与希腊的安德罗斯岛（Andros）组合而来。
Xandros的发行版本主要有：桌面专业版、桌面家庭版以及服务器标准版。
华硕的EeePC初期预装的操作系统就是Xandros。